# Quadrângulo de Mare Boreum

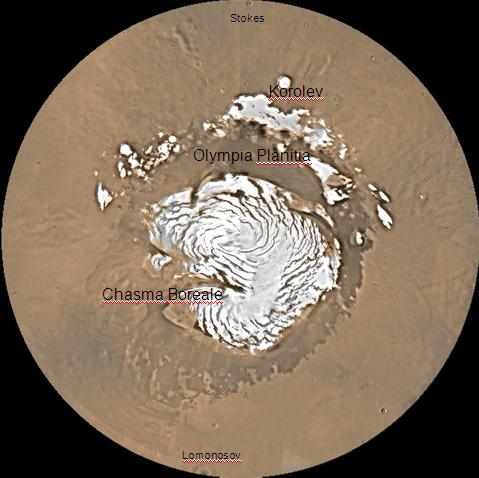
Mapa do quadrângulo de Mare Boreum com as maiores crateras indicadas.

O quadrângulo de Mare Boreum é um de uma série de 30 quadrângulos em Marte estabelecidos pelo Programa de Pesquisa de Astrogeologia do Serviço Geológico dos Estados Unidos (USGS em inglês). Também pode-se referir ao quadrângulo de Mare Boreum como MC-1 (Mars Chart-1).
O quadrângulo de Mare Boreum abrange toda a área acima da latitude 65º norte em Marte. Neste quadrângulo se encontra a capa polar norte. O aterrissador da Phoenix aterrissou no quadrângulo de Mare Boreum a 68.218830° N e 234.250778° E em 25 de maio de 2008.
Próximo ao polo, se encontra um grande vale, Chasma Boreale, que pode ter se formado pela água do gelo derretido da calota polar. Uma teoria alternativa é a de que o vale fora esculpido por ventos provenientes do polo, de clima frio.  Uma outra formação geológica proeminente é uma elevação suave, chamada Olympia Planitia. No verão, uma delimitação escura em torno da calota residual se torna visível; ela é causada em sua maior parte por dunas.
O quadrângulo de Mare Boreum inclui algumas crateras de grande extensão, que se destacam no norte devido à suavidade e pouca variação na topografia da região.  Essas duas crateras são Lomonosov e Korolev.  Apesar de menor, a cratera Stokes também é facilmente visível.
A calota de gelo polar norte apresenta um padrão espiralado e mede aproximadamente 1.100 km de diâmetro. A sonda Mariner 9 descobriu em 1972 um cinturão de dunas de areia que circunda os depósitos de gelo polares.  O anel chega a medir 500 km de diâmetro em alguns locais.  Esse pode ser o maior campo de dunas de areia no sistema solar.

## Superfície

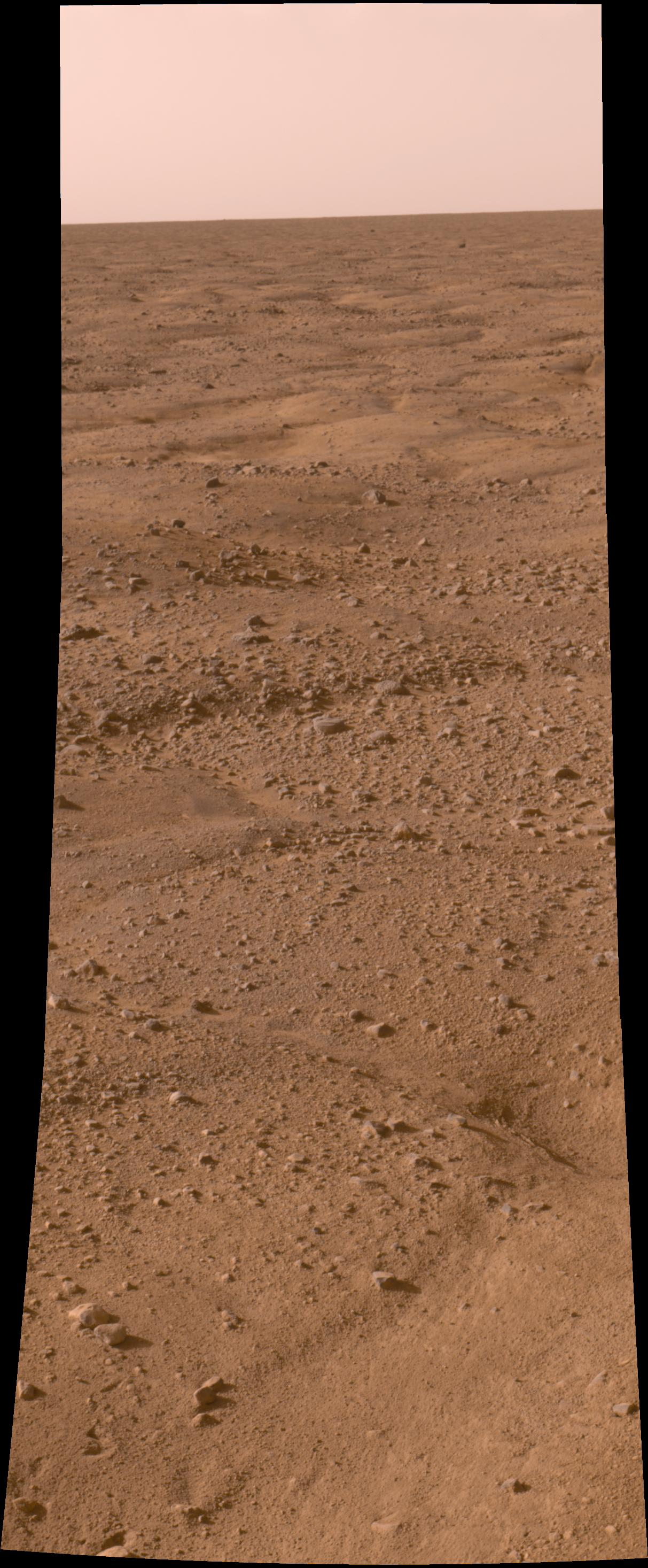
Superfície de Marte, visto pela sonda Phoenix. A superfície exibe padrões poligonais, que são comuns onde o solo se congela e se contrai.

Diferentemente de outros locais visitados pelos aterrissadores Viking e Pathfinder, quase todas as rochas nas proximidades do local de aterrissagem da Phoenix eram pequenas.  Até onde a "vista" da câmera alcança, o solo é plano, mas apresenta padrões poligonais. Os polígonos possuem entre 2 e 3 metros em diâmetro e são delimitados por fissuras que medem de 20 a 50 cm de profundidade.  Essas formações são geradas pelo gelo no solo reagindo a grandes variações de temperatura.  O topo do solo possui uma crosta. O microscópio revelou que o solo é composto por partículas finas (provavelmente um tipo de argila) e partículas arredondadas.  Quando uma amostra do solo é apanhada, ela se aglutina. Apesar de outros aterrissadores em outros locais em Marte terem avistado várias dunas e ondulações, nenhuma formação dessa natureza era visível na área da Phoenix. O gelo se encontra presente a poucos centímetros abaixo da superfície entre os polígonos. Ao longo da borda dos polígonos o gelo se encontra a uma profundidade de pelo menos 20 centímetros.  Quando o gelo é exposto à atmosfera marciana ele desaparece lentamente.  No inverno haveria acúmulo de gelo na superfície.

### Química do solo
Resultados publicado no periódico Science após o término da missão Phoenix acusaram a detecção de cloreto, bicarbonato, magnésio, sódio, potássio, cálcio, e possivelmente sulfato.  O pH foi diminuído em 7.7 + ou - 0.5.  Perclorato (ClO4), um forte agente oxidante, foi detectado.  Essa foi uma descoberta significativa.  Este elemento químico possui o potencial de ser utilizado como combustível de foguete ou como fonte de oxigênio por futuros colonos. Sob certas condições o perclorato pode inibir o surgimento de vida; no entanto alguns micro-organismos podem obter energia  a partir da substância (através da redução anaeróbica). Quando este elemento químico é misturado à água ocorre uma grande redução do ponto de congelamento, da mesma maneira com que o sal é aplicado em rodovias para derreter o gelo. O perclorato absorve muita água, tendo o potencial de retirar a umidade do ar e produzir pequenas quantidades de água em Marte, ainda hoje.  Ravinas, que são comuns em algumas regiões de Marte, podem ter se formado em decorrência do derretimento de gelo provocado pelo perclorato, fazendo com que a água atue como agente erosivo no solo em encostas íngremes.  Dois experimentos demonstraram que o solo contém de 3 a 5% de carbonato de cálcio.  Quando uma amostra é aquecida lentamente em um Analisador de gás térmico e expandido (TEGA), foi registrado um pico a 725 Cº, o que é esperado na presença de cálcio.  Em um segundo experimento, ácido foi adicionado à amostra de solo no Wet Chemistry Laboratory (WCL) enquanto um eletrodo de pH media o nível do pH.  Como o pH aumentou de 3.3 para 7.7, concluiu-se que o carbonato de cálcio estava presente. O carbonato de cálcio muda a textura do solo através da cimentação das partículas.  A presença de carbonato de cálcio no solo pode ser um fator positivo para a existência de formas de vida pois essa substância repele o ácido, fazendo com que o nível do pH seja favorável para que haja vida.

### Solo poligonal
Grande parte da superfície de Mare Boreum é coberta por solo poligonal.  Às vezes o solo apresenta formas de polígonos. Imagens aproximadas do solo foram fornecidas pelo aterrissador Phoenix. Em outros locais, a superfície apresenta montículos baixos dispostos em cadeias. Alguns cientistas, em princípio chamaram essas formações de terreno em digitais pois os vários alinhamentos se assemelhavam às digitais deixadas por alguém. Formações similares tanto na forma quanto no tamanho são encontradas em regiões periglaciais terrestres como a Antártica.  Os polígonos da Antártica são formados pela repetida expansão e contração da mistura de solo e gelo decorrente das variações sazonais de temperatura. Quando o solo seco cai nas fendas cunhas de areia se formam, intensificando este efeito. Este processo resulta em redes poligonais de fraturas de contração e expansão.

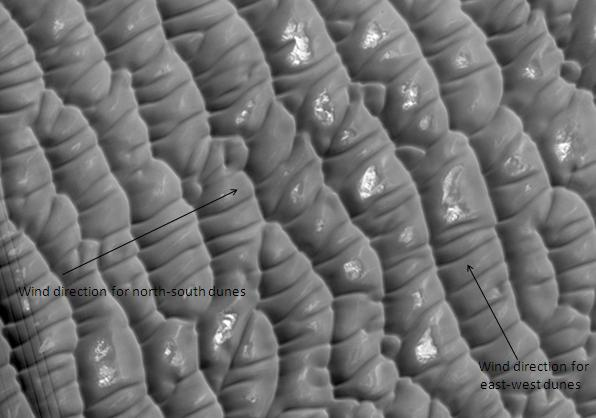
Dunas de Olympia Planitia, vistas pela HiRISE.  Gesso foi detectado pela MRO.
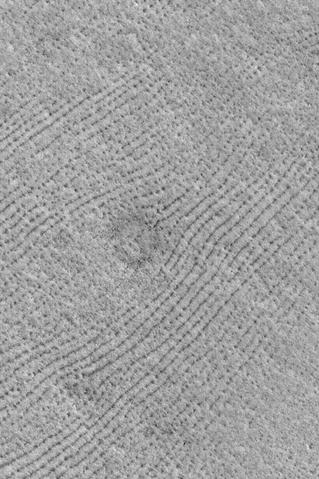
O solo poligonal foi outrora chamado terreno em digitais pois se assemelhava a impressões digitais gigantes. Os pontos escuros são de fato cadeias de montículos baixos. A formação circular central é um anel de boulders escuros na borda de uma cratera soterrada.  Imagem da Mars Global Surveyor.
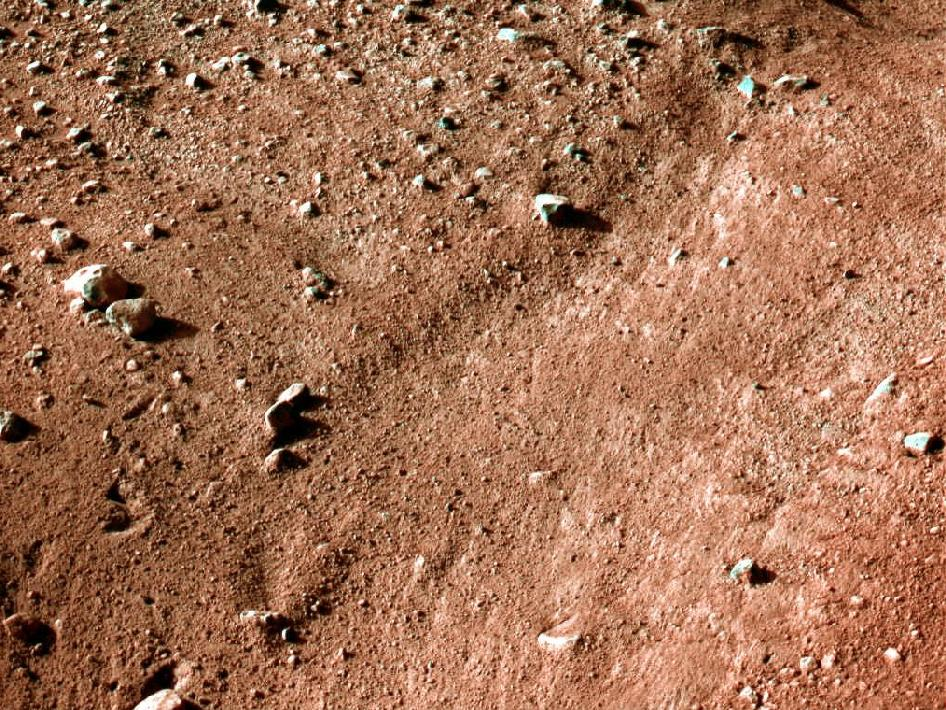
Padrão poligonal no solo próximo ao aterrissador Phoenix, da NASA, similar ao aspecto do solo gelado de regiões árticas na Terra.
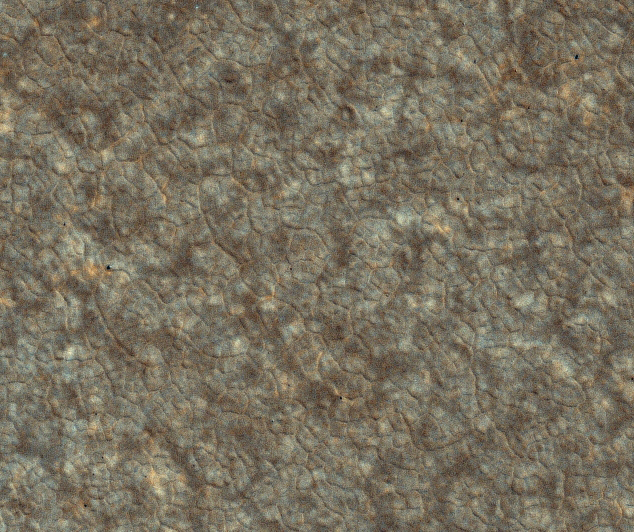
Imagem do local de aterrissagem da Phoenix, visto pela Mars Reconnaissance Orbiter.

## Calota de gelo

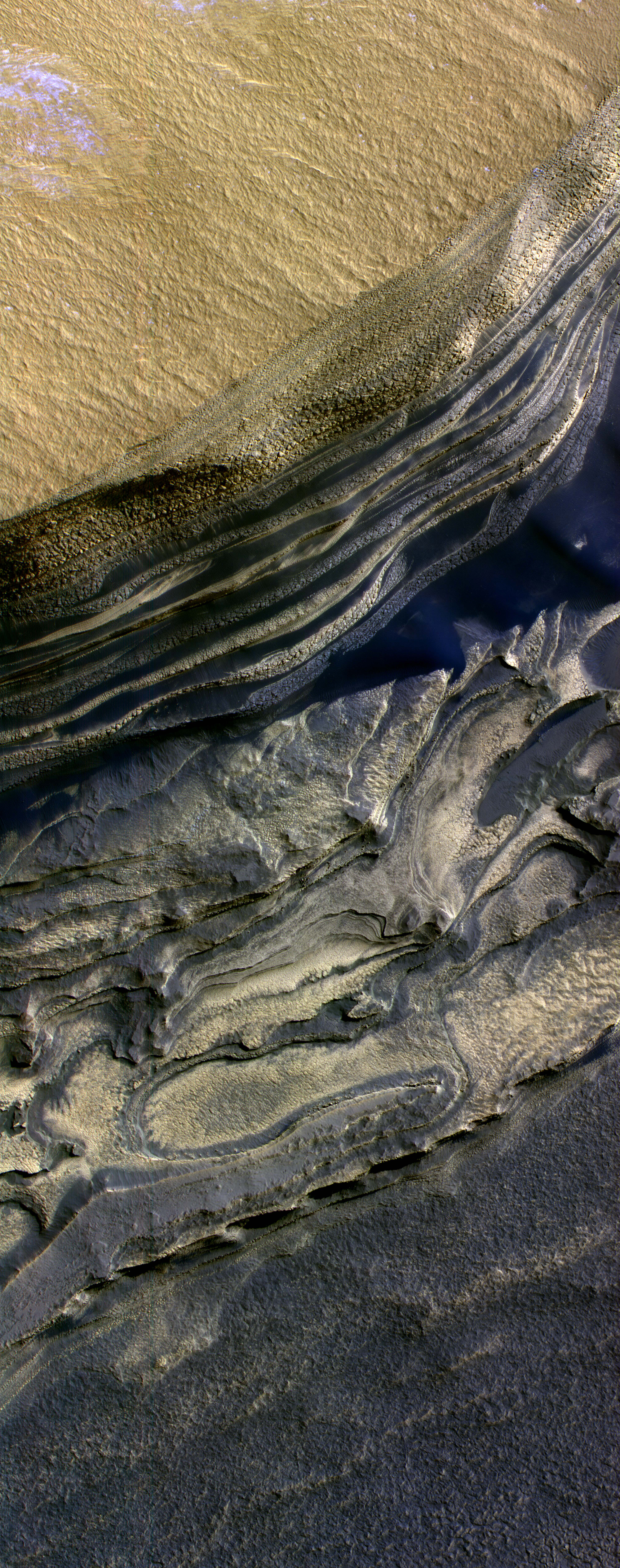
Imagem em falsa cor obtida pela Mars Reconnaissance Orbiter de parte da Chasma Boreale.As áreas em marrom claro são camadas de poeira superficiais e as áreas em azul são camadas de gelo carbônico e água. Padrões geométricos regulares indicam altas concentrações de água congelada.

Parte da calota polar consiste em gelo seco, dióxido de carbono sólido.  A cada inverno a calota polar cresce por causa da adição de uma camada de gelo seco de 1.5 a 2 metros. No verão, o gelo seco sublima para a atmosfera. Marte possui estações que são similares às da Terra, pois seu eixo rotacional possui uma inclinação próxima àquela da Terra (25.19° para Marte, 23.44° para a Terra).
A cada ano em Marte, até um terço do dióxido de carbono (CO2) de Marte congela durante o inverno durante o inverno nos hemisférios norte e sul. Cientistas mediram até mesmo mudanças sutis no campo gravitacional de Marte devido ao movimento do dióxido de carbono. Em outras palavras, a acumulação do gelo no inverno afeta a gravidade do planeta.
A calota polar norte possui uma altitude menor que a do sul. Ela é também menos fria, o que faz com que todo o dióxido de carbono congelado desapareça a cada verão.
A porção da calota que resta no verão é denominada calota polar residual norte, e é composta de gelo de água. Acredita-se que esse gelo de água meça até três quilômetros de espessura. A calota sazonal, muito mais espessa, começa a se formar no final do verão e início do outono, quando várias nuvens se formam. Essas nuvens são chamadas de cobertura polar, e provocam um aumento da espessura da calota polar na medida em que se precipitam. A calota polar norte é simétrica em sua distribuição ao redor do polo e cobre uma superfície que alcança até a latitude 60º.  Imagens em alta resolução obtidas pela sonda espacial da NASA Mars Global Surveyor mostram que a calota polar norte é coberta por várias cavidades, fendas, pequenos solavancos e saliências que a conferem um aspecto de queijo cottage. As cavidades se encontram próximas umas das outras, em comparação às diferentes depressões da calota polar sul.
Ambas as calotas polares exibem formações resultantes do derretimento sazonal e da deposição de gelo misturado com a poeira das tempestades marcianas. Esses depósitos polares em camadas se localizam sob as calotas polares permanentes. Informações sob o passado climático de Marte podem ser eventualmente reveladas nessas camadas assim como o fazem os aneis das árvores e núcleos de gelo na Terra. Ambas as calotas polares exibem marcas de ondulação, causadas provavelmente pelos padrões da direção do vento. As ondulações também são influenciadas pela quantidade de poeira. Quanto mais poeira, mais escura é a superfície. Quanto mais escura é a superfície, maior o derretimento. Superfícies escuras absorvem mais energia luminosa. Um vasto vale, Chasma Boreale corre no meio da calota polar. Este vale possui 100 km de largura e 2 km de profundidade – ou seja, é mais profundo que o Grand Canyon na Terra.
Quando a inclinação ou obliquidade do planeta muda, o tamanho da calota polar também muda. Quando a inclinação atinge seu ponto máximo, os polos recebem muito mais luz do sol e por muito mais horas no decorrer de cada. A luz do sol extra faz com que o gelo derreta, de tal maneira que o gelo derretido seria o suficiente para cobrir partes da superfície em dezenas de metros de gelo. Há evidências de que as geleiras provavelmente se formaram quando esta mudança climática influenciada pela inclinação ocorreu.
Uma pesquisa publicada em setembro de 2009 no periódico Icarus mostra que as camadas ricas em gelo coincidem com os modelos para as oscilações de Marte.  O radar da sonda Mars Reconnaissance Orbiter, da NASA, pode medir o contraste das propriedades elétricas entre as camadas. O padrão de refletividade por sua vez revela o padrão das variações de material no interior das camadas. O radar gerou um perfil seccional dos depósitos em camadas polares em Marte. Zonas de grande refletividade, com várias camadas contrastantes, se alternam com zonas de baixa refletividade. Os padrões da alternância desses dois tipos de zonas podem ser relacionados aos modelos para as mudanças na inclinação de Marte. Como o região do topo dos depósitos  em camadas do norte – a porção mais recente – reflete fortemente os sinais do radar, os pesquisadores propõem que tais seções de camadas altamente contrastantes correspondam a períodos de variações relativamente  pequenos na obliquidade, tendo em vista que o eixo de Marte não tem variado muito recentemente. Camadas mais “sujas” parecem ter se depositado durante períodos em que a atmosfera contivera uma quantidade maior de poeira.
Outra pesquisa, publicada em janeiro de 2010 utilizando-se imagens da HiRISE, revela que o entendimento das camadas é mais complicado do que antes se acreditava. O brilho das camadas não depende apelas da quantidade de poeira. O ângulo do sol combinado com o ângulo da sonda espacial afeta consideravelmente o brilho captado pela câmera. Este ângulo depende de fatores como a forma da trincheira como e sua orientação.  Além disso, a aspereza da superfície pode afetar em muito o albedo (quantidade de luz refletida).  E ainda, frequentemente o que está sendo avistado não é realmente uma camada, mas uma cobertura recente de gelo. Todos esses fatores são influenciados pelo vento, que pode erodir superfícies.  A câmera HiRISE não revelou camadas menores que aquelas vistas pela Mars Global Surveyor.  Foram registrados, porém, mais detalhes no interior das camadas..
Medições de radar da calota polar norte constataram que o volume de gelo de água da calota era de 821,000 km³. Esse valor corresponde a 30% do manto de gelo da Groenlândia.  O radar está a bordo da Mars Reconnaissance Orbiter.

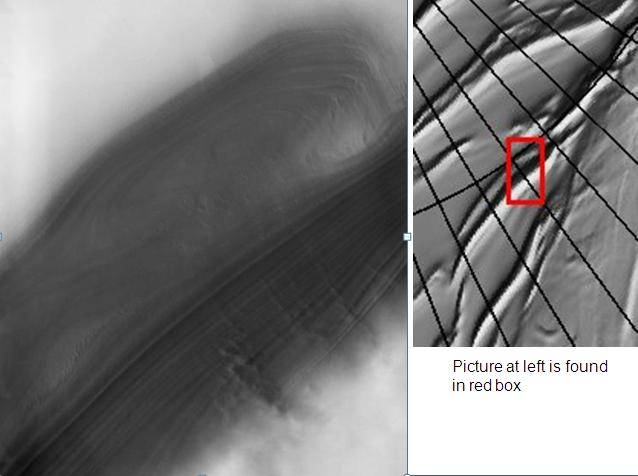
Camadas expostas em um vale na calota polar norte, visto Mars Odyssey. Clique na imagem para observar as nuvens de poeira geradas pelos ventos provenientes da calota.
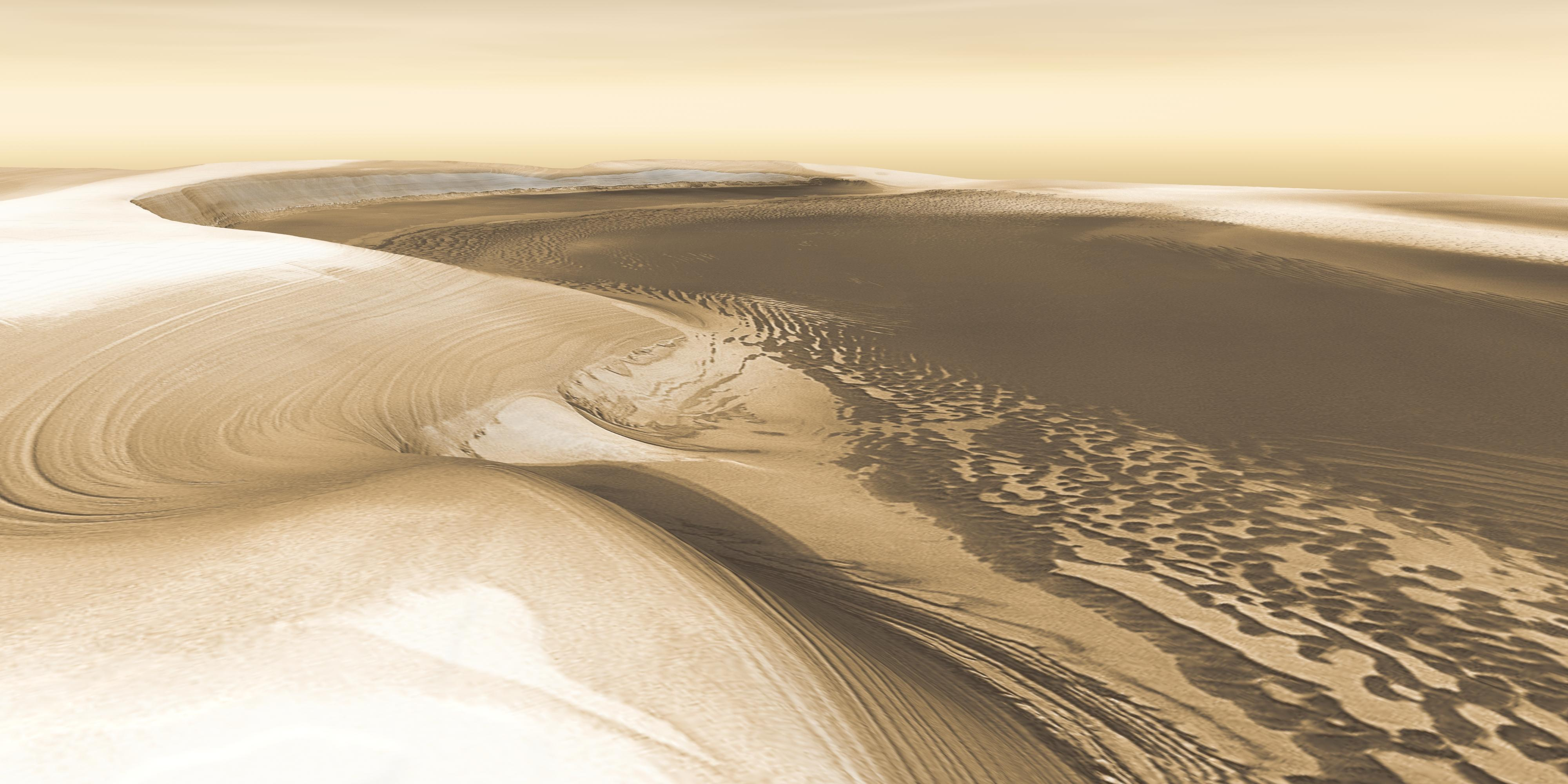
Combinação de imagens de Chasma Boreale capturadas pelo instrumento THEMIS a bordo da Mars Odyssey.
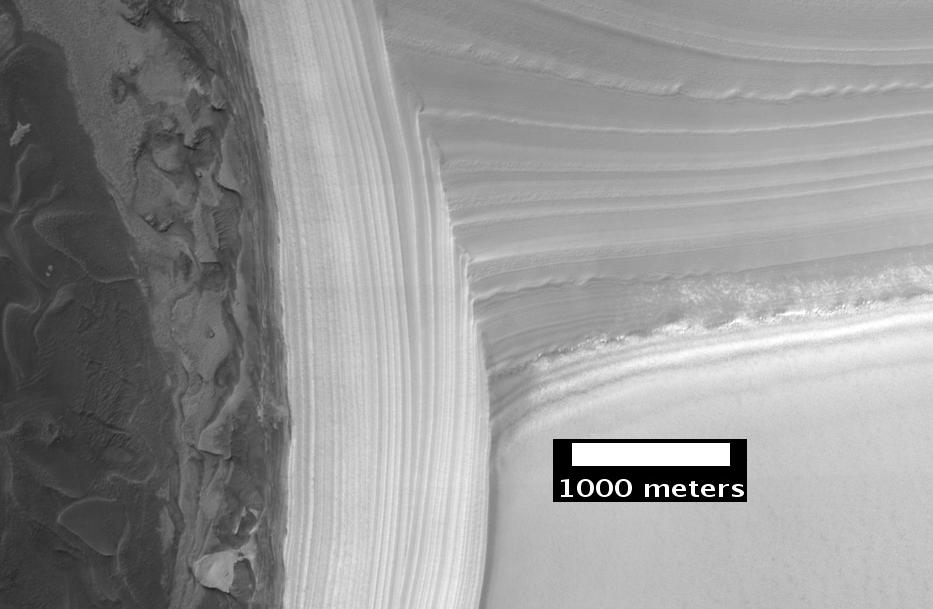
Camadas do polo norte, vistas pela HiRISE.  Note que as camadas se desgastam de maneira desigual, dependendo da direção em que estão dispostas. Em um local elas são retas, como se tivessem sido cortadas.
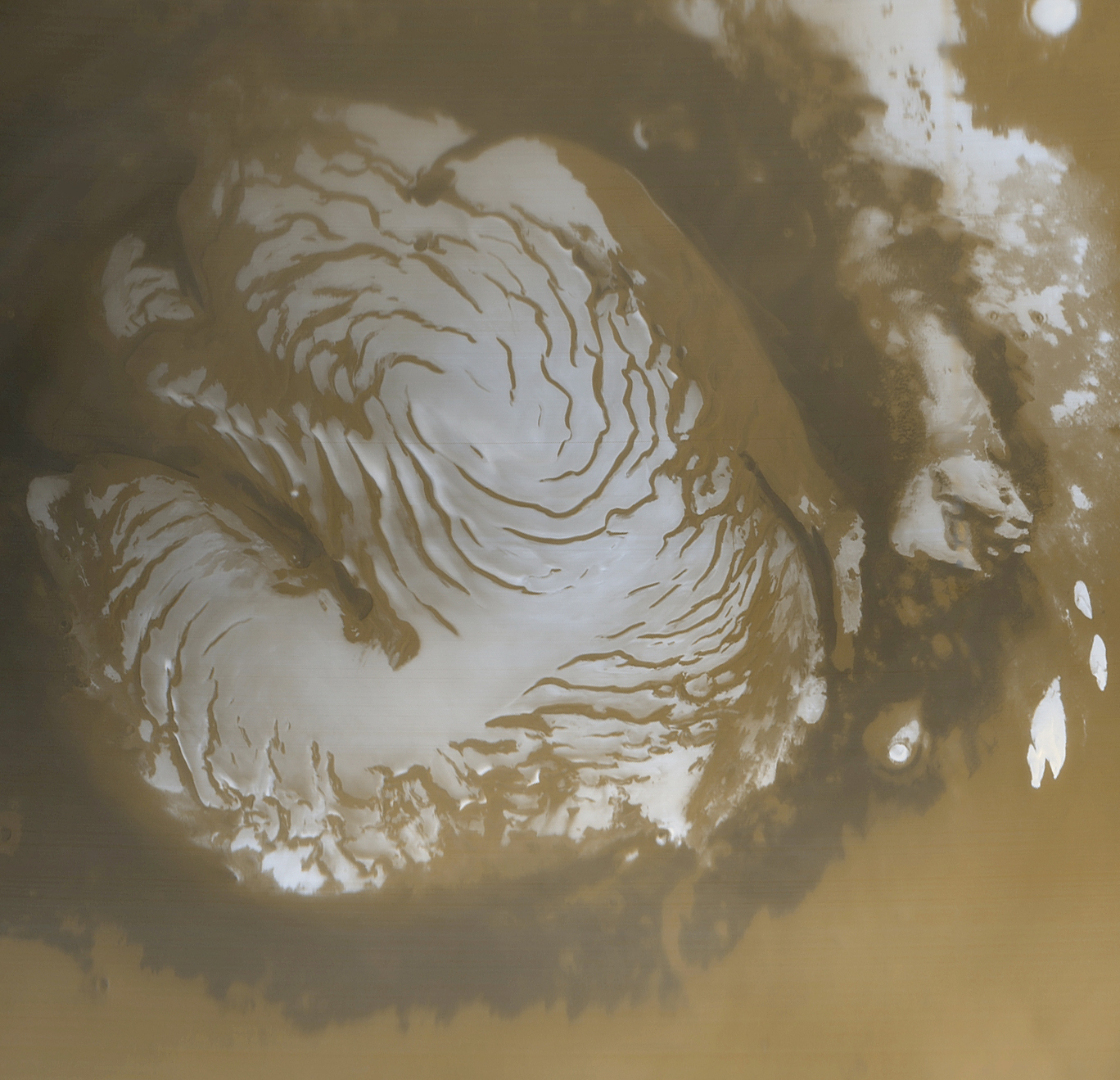
A calota polar norte, vista pela MGS no início do verão do hemisfério norte. Toda a área mais clara é composta por gelo de água residual.

## Clima

### Tempo
O aterrissador Phoenix forneceu dados de vários meses de observações do tempo de Mare Boreum. A velocidade dos ventos variou de 11 a 58 km por hora.  A velocidade média comum era de 36 km por hora. A temperatura mais alta medida durante a missão foi de -19.6°C, enquanto a mais baixa foi de -97.7°C. Redemoinhos foram registrados.
Nuvens em cirrus, que produzem neve, foram registradas em imagens da Phoenix. As nuvens se formam em um nível da atmosfera cuja temperatura girava em torno de -65°C, conclui-se a partir disso que as nuvens deveriam ser compostas de gelo de água, ao invés de gelo de gás carbônico, pois a temperatura necessária para a formação do gelo de dióxido de carbono é muito mais baixa - menor que -120°C.  Como resultado dessa missão, acredita-se agora que o gelo de água (neve) teria se acumulado mais ao final do ano nessa localidade.
Cientistas supõem que o gelo de água fora transportado para o solo na forma de gelo durante a noite.  O gelo então sublimou (passou do estado sólido diretamente para o gasoso) no período da manhã.  No decorrer do dia a convecção e a turbulência o misturaram de volta na atmosfera.

### Ciclos climáticos
Interpretações dos dados transmitidos pela sonda foram publicados no periódico Science. Uma análise por revisão por pares confirmou a presença de gelo de água e que o local possuíra um clima mais ameno no passado recente. A descoberta de carbonato de cálcio no solo marciano levaram os cientistas a acreditar que o local já fora úmido no passado geológico. A água pode estar presente como filmes tênues durante longos ciclos diurnos ou sazonais.  A inclinação ou obliquidade de Marte muda muito mais do que a da Terra, então períodos de maior umidade são esperados.